# Nassarius tinei
Nassarius tinei is een slakkensoort uit de familie van de Nassariidae. De wetenschappelijke naam van de soort is voor het eerst geldig gepubliceerd in 1840 door Maravigna.